# Ephoria fractisriga
Ephoria fractisriga är en fjärilsart som beskrevs av Alphéraky 1892. Ephoria fractisriga ingår i släktet Ephoria och familjen mätare. Inga underarter finns listade i Catalogue of Life.